# Осиповские (князья)
Не путать с дворянским родом Осиповские.
Осиповские — угасший русский княжеский род происходящий из Стародубских князей. Рюриковичи.
Род внесён в Бархатную книгу и известен в двух поколениях.

## Происхождение и история рода
Родоначальником Осиповских был князь Пётр Фёдорович Стародубский, пятый из семи сыновей князя Фёдора Фёдоровича Стародубского, владевший селом или волостью Осиповской, по нём его потомки приняли фамилию. Жил ещё при великом князе Иване III Васильевиче и имел сына, князя Ивана Петровича служившего великому князь Ивану III Васильевичу и Василию III Ивановичу. Его сын князь Василий упомянут в юные года Ивана IV Васильевича Грозного, но после 1554 года представители рода не упоминаются. В духовной грамоте Ивана Грозного составленной в 1572 году упоминается принадлежащее государю в современном Ковровском районе Владимирской области «село Осипово, что было князя Василия Осиповского».
Брат родоначальника, князь Семён Фёдорович по прозванию «Белая Гузица» имел сына Ивана «Неучку», ставшего родоначальником княжеского рода Неучкины.

## Известные представители
| №                             | Имя, Отчество        | № отца | Примечания |
| ----------------------------- | -------------------- | ------ | --- |
| 1                             | Пётр Фёдорович       |        | Родоначальник, упоминается в актах 1453—1462 годов. По преданию князь Пётр Фёдорович приходился правнуком герою Куликовской битвы 1380 года князю Андрею Фёдоровичу Стародубскому, воеводе полка правой руки войск Дмитрия Донского. |
| 2                             | Иван Петрович Слепой | 1      | Сын боярский и воевода |
| 3                             | Василий Иванович     | 2      | Воевода |
| Княжеский род Осиповские угас |                      |        | |